# Andricus testaceipes
Andricus testaceipes är en stekelart som beskrevs av Hartig 1840. Andricus testaceipes ingår i släktet Andricus, och familjen gallsteklar. Enligt den finländska rödlistan är arten sårbar i Finland. Artens asexuella generation har tidigare förväxlats med Andricus sieboldi och därför har man felaktigt trott att den förekommer i Sverige, men ingen känd observation av arten har gjorts i landet. Artens livsmiljö är lundskogar och den sexuella generationen lever i galler på bladskaft av eklöv.